# Anata
Anata – szwedzka grupa muzyczna grająca technical death metal, założona w 1993 roku w Varberg.

## Historia
Opracowano na podstawie materiału źródłowego.

### Początki
Zespół Anata powstał w Varberg w 1993 roku z inicjatywy Fredrika Schälina, Mattiasa Svenssona, Roberta Peterssona i Martina Sjöstranda. Pierwsze demo Bury Forever the Garden of Lie powstało w 1995 roku. W roku 1996 zespół opuścili Mattias Svensson i Martin Sjöstrand, zaś nowym basistą został Henrik Drake. W zmienionym składzie Anata nagrała drugie demo Vast Lands of My Infernal Dominion, które ukazało się w 1997 roku. Pod koniec tego roku do zespołu dołączył nowy gitarzysta Andreas Allenmark.

### The Infernal Depths of Hatred
Pierwszy album studyjny Anaty The Infernal Depths of Hatred ukazał się 4 października 1998 roku nakładem francuskiej wytwórni Season of Mist. Na płycie znalazło się osiem utworów: cztery nowe oraz cztery z drugiego dema Vast Lands of My Infernal Dominion. Płyta została uznana za album miesiąca przez francuski magazyn Metallian.
We wrześniu 1999 roku ukazał się split WAR Vol. II – Anata vs. Bethzaida, nagrany we wrześniu 1998 roku w StudioMega, na którym znalazły się dwa nowe utwory oraz cover Morbid Angel "Day of Suffering" i cover grupy Bethzaida "The Tranquillity of My Last Breath".   

### Dreams of Death and Dismay
Drugi album studyjny Anaty Dreams of Death and Dismay został wydany przez Season of Mist 2 kwietnia 2001 roku. W Ameryce Północnej płyta ukazała się 26 czerwca 2001 roku nakładem Relapse Records.
W kwietniu 2001 roku z Anaty odszedł Robert Petersson. Zastąpił go Conny Pettersson (Eternal Lies), z którym pozostali muzycy współpracowali w grupie RotInjected, powstałej w 2000 roku.

### Under a Stone with No Inscription
W 2002 roku Anata podpisała kontrakt z wytwórnią Earache Records. W lutym 2003 roku w StudioMega zespół przystąpił do nagrywania kolejnej płyty. Trzeci album studyjny Under a Stone with No Inscription miał premierę 19 stycznia 2004 roku. Do utworu "Entropy Within" powstał pierwszy w karierze zespołu teledysk.
W lutym 2004 roku Anata wzięła udział w trasie po Wielkiej Brytanii z zespołami Decapitated, Rotting Christ i Thus Defiled, zaś w listopadzie w europejskiej trasie z zespołami Dismember, Psycroptic i Sanatorium.

### The Conductor's Departure
W maju 2006 roku Anata wzięła udział w festiwalu Neurotic Deathfest w Tilburgu, zaś 12 czerwca 2006 roku ukazał się kolejny album studyjny zespołu The Conductor's Departure, który został dobrze oceniony m.in. przez czasopisma Kerrang! (ocena 4/5) i Terrorizer (ocena 7,5/10).
W marcu 2007 roku Anata wystąpiła w Polsce na festiwalu Metalmania.
W maju 2008 roku zespół przystąpił do nagrywania kolejnego albumu (m.in. w Fascination Street Studios), zaś w lipcu z Anaty odszedł gitarzysta Andreas Allenmark.

## Muzycy
Opracowano na podstawie materiału źródłowego.

### Obecny skład zespołu
- Fredrik Schälin – śpiew, gitara (1993–)
- Henrik Drake – gitara basowa, śpiew (1996–)
- Conny Pettersson – perkusja (2001–)

### Byli członkowie zespołu
- Mattias Svensson – gitara (1993–1996)
- Andreas Allenmark – gitara, śpiew (1997–2008)
- Martin Sjöstrand – gitara basowa (1993–1996)
- Robert Petersson – perkusja (1993–2001)

## Dyskografia

### Albumy studyjne
- The Infernal Depths of Hatred (1998)
- Dreams of Death and Dismay (2001)
- Under a Stone with No Inscription (2004)
- The Conductor's Departure (2006)

### Splity
- WAR Vol. II – Anata vs. Bethzaida (1999)

### Dema
- Bury Forever the Garden of Lie (1995)
- Vast Lands of My Infernal Dominion (1997)